# Björn SC Deigner

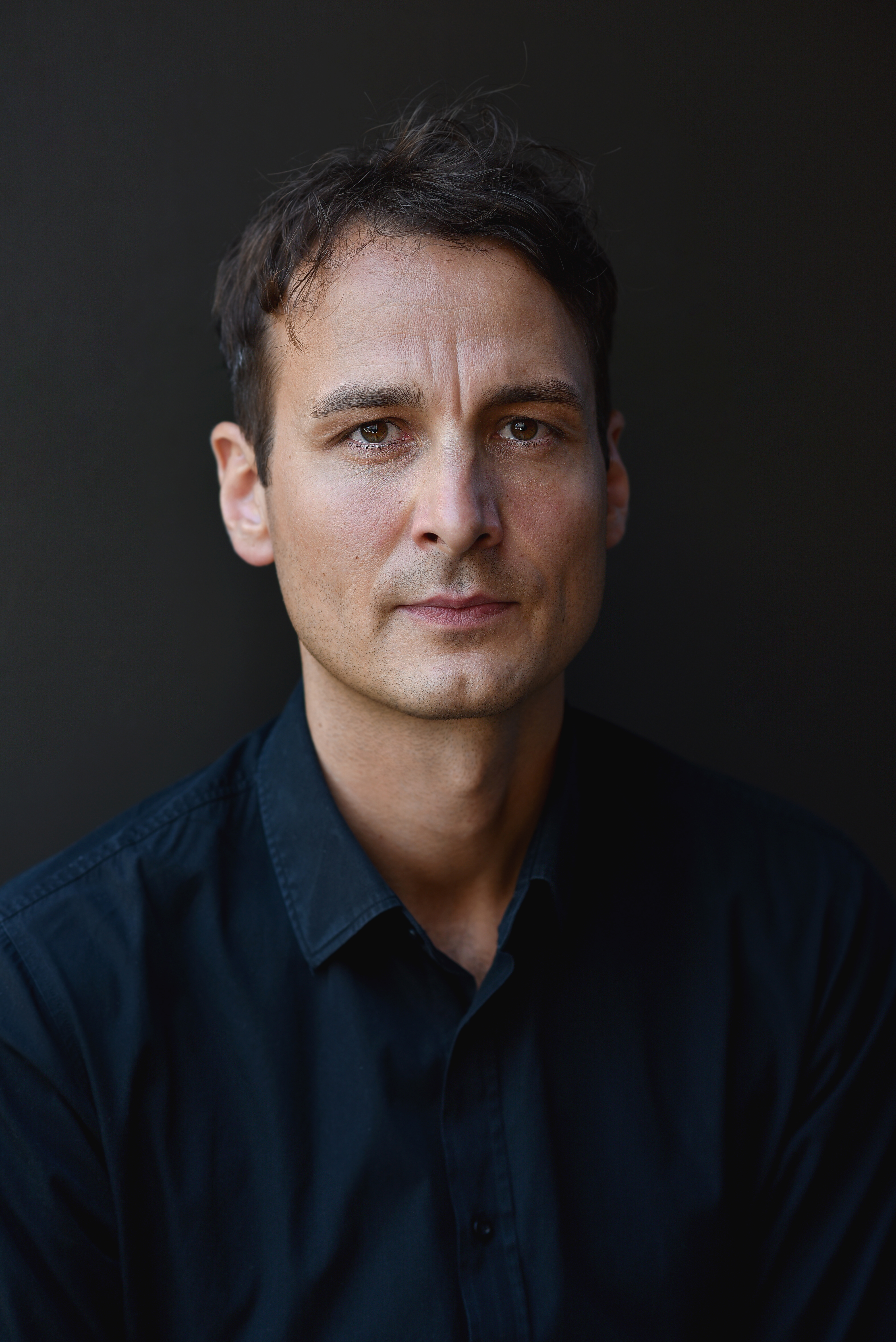
Björn SC Deigner (2022)

Björn SC Deigner (* 1983 in Heidelberg) ist ein deutscher Dramatiker, Theatermusiker und Hörspielmacher.

## Leben
Björn SC Deigner ist in Heidelberg geboren und studierte am Institut für Angewandte Theaterwissenschaft an der Justus-Liebig-Universität Gießen. Schon während des Studiums begann er als Dramatiker und Sounddesigner zu arbeiten und wurde zu bekannten Festivals eingeladen. Er studierte gemeinsam mit Luise Voigt und Bastian Kraft. Heute arbeitet er als Dramatiker und Hörspielautor, Sounddesigner und Komponist an verschiedenen deutschsprachigen Stadttheatern. Deigners Theatertexte werden und wurden an verschiedenen deutschen Theatern aufgeführt, dem Residenztheater in München, dem Deutschen Theater Berlin, Schauspiel Stuttgart, am Staatstheater Saarbrücken, dem Staatstheater Braunschweig, dem Schauspiel Bonn oder dem ETA Hoffmann-Theater Bamberg. Seine Musiken sind unter anderem am Schauspielhaus Zürich, am Deutschen Theater Berlin, dem Schauspiel Köln und dem Burgtheater Wien zu hören.
Als Hörspielautor wurde Deigner für die Hörspielversionen von „In Stanniolpapier“ wie „Die Polizey“ mit der Auszeichnung „Hörspiel des Monats“ von der Deutschen Akademie der Darstellenden Künste bedacht. Der Hörspielproduktion „Die Jahre“ von Annie Ernaux, für die Deigner die Musik komponierte, wurde der Deutsche Hörbuchpreis 2020 verliehen.
Für seine Arbeit als Dramatiker wurde Deigner 2018 zu den Autorentheatertagen am Deutschen Theater Berlin eingeladen sowie 2019 zum Heidelberger Stückemarkt. Die Inszenierungen seiner Theatertexte „Der Reichskanzler von Atlantis“ und „Die Polizey“ waren 2020 und 2021 ebenfalls zum Heidelberger Stückemarkt eingeladen. Die Inszenierung „Die Gewehre der Frau Carrar / Würgendes Blei“ von Luise Voigt, für die Deigner im zweiten Teil Brechts Carrar-Text fortschreibt, ist 2025 als eine der 10 besten deutschsprachigen Inszenierungen zum Berliner Theatertreffen eingeladen.

## Theatertexte
- In Stanniolpapier, Uraufführung Deutsches Theater Berlin (2018), sowie Uraufführung Schauspiel Bonn (2019)[4]
- Der Reichskanzler von Atlantis,  ETA Hoffmann Theater Bamberg (2021)[5]
- Mission Mars, Uraufführung Oldenburgisches Staatstheater (2020)[6]
- Die Polizey,  ETA Hoffmann Theater Bamberg (2020)[7]
- Spieler und Tod, Saarländisches Staatstheater (2021)[8]
- Der endlos tippende Affe, ETA Hoffmann Theater Bamberg (2021)[9]
- Waldstück, Staatstheater Meiningen (2022)[10]
- tiefer Grund, ETA Hoffmann Theater Bamberg (2022)[11]
- Zeit wie im Fieber (Büchnerschrapnell), Schauspiel Stuttgart (2023)[12]
- Kleists Kohlhaas dargestellt durch das Liebhabertheater "Die freche Distel", Staatstheater Meiningen (2024)
- Würgendes Blei, Residenztheater München (2024)[13]
- Die Eingeborenen von Trizonesien, ETA Hoffmann Theater Bamberg (2025)[14]

## Hörspiele
- sich abarbeiten, SWR (2012)
- zusammen zittern, SWR (2016)
- Propaganda nach Edward Bernays, WDR (2017)
- Unterland, HR (2019)
- Der Großinquisitor nach Fjodor Dostojewski, SWR (2020)[15]
- Le Grand St. Antoine, HR (2021)[16]
- Die Polizey, Deutschlandfunk Kultur (2022), Regie: Luise Voigt[17]
- Der endlos tippende Affe, SWR (2022), Regie: Zino Wey[18]
- Zeit wie im Fieber (Büchnerschrapnell), SWR (2024)

## Auszeichnungen
- 2003: Einladung zum Treffen junger Autoren, Berliner Festspiele
- 2003: Stipendium „Paul Maar!“
- 2004: Einladung zu Interplay Europe (Athen) durch das Goethe-Institut
- 2005: Einladung zu World Interplay (Queensland, Australien) durch das Goethe-Institut
- 2015: Einladung zu den ARD Hörspieltagen mit dem Autorenhörspiel sich abarbeiten
- 2015: 2022: Hörspiel des Monats für Black Hole Radio (Regie: Luise Voigt, Musik: Björn SC Deigner)
- 2018: Einladung zu den Autorentheatertagen, Deutsches Theater Berlin, mit In Stanniolpapier
- 2019: Hörspiel des Monats für In Stanniolpapier[19]
- 2019: Hörspiel des Jahres für Die Jahre von Annie Ernaux (Regie: Luise Voigt, Musik: Björn SC Deigner)
- 2020: Stipendium am Hanse-Wissenschaftskolleg, Delmenhorst
- 2020: Einladung zum Heidelberger Stückemarkt mit Der Reichskanzler von Atlantis[20]
- 2021: Einladung zum Heidelberger Stückemarkt mit Die Polizey
- 2022: Hörspiel des Monats für Die Polizey[19]
- 2025: Einladung zum Berliner Theatertreffen mit  „Die Gewehre der Frau Carrar / Würgendes Blei“ (Regie: Luise Voigt)

## Belege
1. ↑  Fischer Theater Medien. Abgerufen am 31. Oktober 2023.
2. ↑  WDR: Deutscher Hörbuchpreis 2020 für Camilla Renschke, Christian Berkel und Jürgen von der Lippe / „Die Jahre“ ist „Bestes Hörspiel“ - Presselounge - WDR. 30. Januar 2020, abgerufen am 31. März 2025.
3. ↑  Die 10 Inszenierungen 2025. Abgerufen am 31. März 2025.
4. ↑  Anke Dürr: (S+) Björn SC Deigner über sein Stück "In Stanniolpapier". In: Der Spiegel. 29. Juni 2018, ISSN 2195-1349 (spiegel.de [abgerufen am 31. Oktober 2023]).
5. ↑  Die Deutsche Bühne: Kritik: Björn SC Deigner: Der Reichskanzler von Atlantis | Bamberg. Abgerufen am 31. Oktober 2023 (deutsch).
6. ↑  deutschlandfunkkultur.de: Neues Stück von Björn SC Deigner - "Mission Mars" schaut vom Weltraum auf die Erde. Abgerufen am 31. Oktober 2023.
7. ↑  Die Deutsche Bühne: Kritik: Björn SC Deigner nach Friedrich Schiller: Die Polizey | Bamberg. Abgerufen am 31. Oktober 2023 (deutsch).
8. ↑  Spieler und Tod. Abgerufen am 31. Oktober 2023.
9. ↑  Erik Zielke: Im Dschungel des Kapitals. Abgerufen am 31. Oktober 2023.
10. ↑  PressReader.com - Zeitungen aus der ganzen Welt. Abgerufen am 31. Oktober 2023.
11. ↑  Andreas Thamm: Tiefer Grund – ETA-Hoffmann-Theater Bamberg – Sibylle Broll-Pape skizziert mit Björn SC Deigners neuem Stück die Lebensversuche der Eltern eines Amokläufers. 31. Oktober 2023, abgerufen am 31. Oktober 2023 (deutsch).
12. ↑  Schauspiel Stuttgart: Zeit wie im Fieber (UA), von Björn SC Deigner | Schauspiel Stuttgart. Abgerufen am 31. Oktober 2023.
13. ↑  Die Gewehre der Frau Carrar / Würgendes Blei. Abgerufen am 31. März 2025 (deutsch).
14. ↑  Stücke – ETA Hoffmann Theater Bamberg. Abgerufen am 31. März 2025.
15. ↑  Stefan Fischer: Hörspiel "Der Großinquisitor" - Pragmatiker der Macht. 2. Februar 2021, abgerufen am 31. Oktober 2023.
16. ↑  ARD-Hörspieldatenbank. Abgerufen am 31. Oktober 2023.
17. ↑  deutschlandfunkkultur.de: Hörspiel über die Macht und Arbeit der Polizei - Die Polizey. Abgerufen am 31. Oktober 2023.
18. ↑  Hörspielkritik: Sinn als Unsinn. In: Hoerspielkritik.de. 27. Februar 2023, abgerufen am 31. Oktober 2023 (deutsch).
19. 1 2  deutschlandradio.de: Hörspiel des Monats - „Die Polizey“ von Björn SC Deigner von Akademie der Darstellenden Künste ausgezeichnet. Abgerufen am 31. Oktober 2023.
20. ↑  Björn SC Deigner. Abgerufen am 31. Oktober 2023.

| Personendaten    | Personendaten                                           |
| ---------------- | ------------------------------------------------------- |
| NAME             | Deigner, Björn SC                                       |
| KURZBESCHREIBUNG | deutscher Dramatiker, Theatermusiker und Hörspielmacher |
| GEBURTSDATUM     | 1983                                                    |
| GEBURTSORT       | Heidelberg                                              |